# Crapaud
Pour les articles homonymes, voir Crapaud (homonymie).
Pour l’article ayant un titre homophone, voir Crapo.
Taxons concernés
Nombreuses espèces dans l'ordre des anoures,

notamment :
- le genre Bufo
- dans le genre Alytes
- dans le genre Bombina
- etc.modifier

Le mot crapaud est un nom vernaculaire ambigu qui est donné en français à plus de 500 différentes espèces d'amphibiens anoures, les Bufonidae et notamment parmi eux, les représentants du genre Bufo, genre le mieux représenté sur la planète avec plus de 250 espèces.
Comme d'autres amphibiens (dendrobates par exemple), les crapauds produisent, parfois déjà à l'état de têtard, des venins contenant des agents toxiques et parfois aussi hallucinogènes, qui les protègent de nombreux prédateurs. De plus leur peau est plus épaisse et résistante à la déshydratation et aux blessures.

## Origines phylogénétiques et géographiques
Les crapauds descendraient d'un ancêtre commun sud-américain qui vivait il y a plus de 10 millions d'années. Mais ils ont depuis lentement colonisé presque tous les continents. Ils sont absents ou récemment introduits par l'humain à Madagascar, en Australie, dans les petites îles isolées et dans quelques grandes îles du Pacifique.
Quelques espèces ont été introduites en Australie (vers 1935) et dans certaines îles, pour chasser des insectes parasites, dans la canne à sucre notamment, mais ils sont alors souvent devenus invasifs, sans jouer le rôle qu'on attendait. En particulier le Bufo marinus pose de sérieux problèmes en Australie.

## Noms français et noms scientifiques correspondants
Liste alphabétique de noms vulgaires ou de noms vernaculaires attestés en français.

Note : certaines espèces ont plusieurs noms et, les classifications évoluant encore, certains noms scientifiques ont peut-être un autre synonyme valide.
- Crapaud accoucheur - Alytes obstetricans
- Crapaud d'Amérique - Bufo americanus
- Crapaud arboricole - Pedostibes hosii
- Crapaud boréal - Bufo boreas
- Crapaud buffle - Rhinella marina
- Crapaud commun - Bufo bufo[3],[4]
- Crapaud du Colorado - Bufo alvarius
- Crapaud cornu  - Megophrys nasuta ou Ceratophrys cornuta
- Crapaud doré - Bufo periglenes
- Crapaud guttural - Bufo gutturalis
- Crapaud rouge de Madagascar - Dyscophus antongilii
- Crapaud sonneur - Bombina sp.
- Crapaud des steppes - Bufo cognatus
- Crapaud vert - Bufo viridis
- Crapaud calamite - Bufo calamita
- Crapaud masqué - Duttaphrynus melanostictus [5]

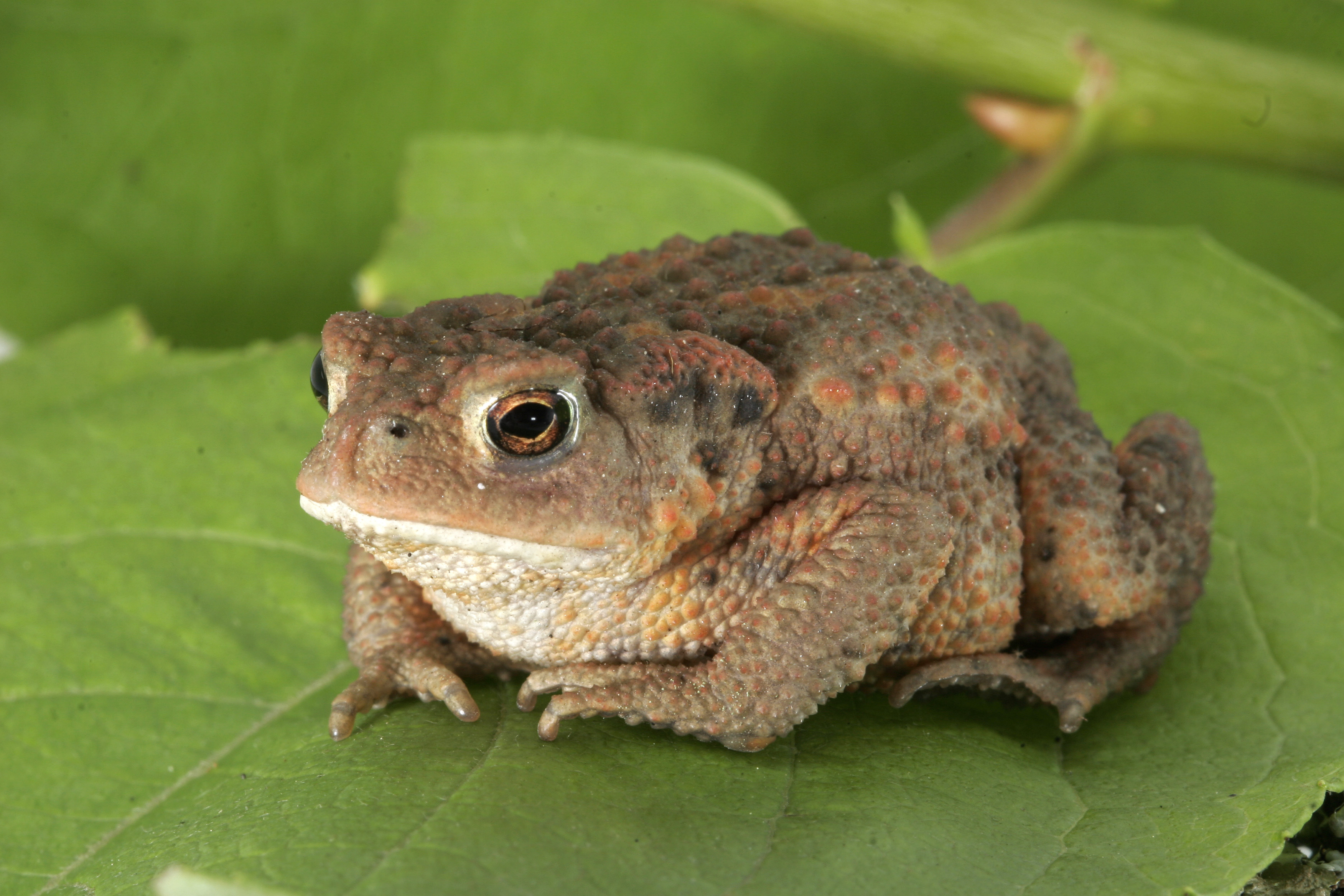
Un Crapaud commun (Bufo bufo)
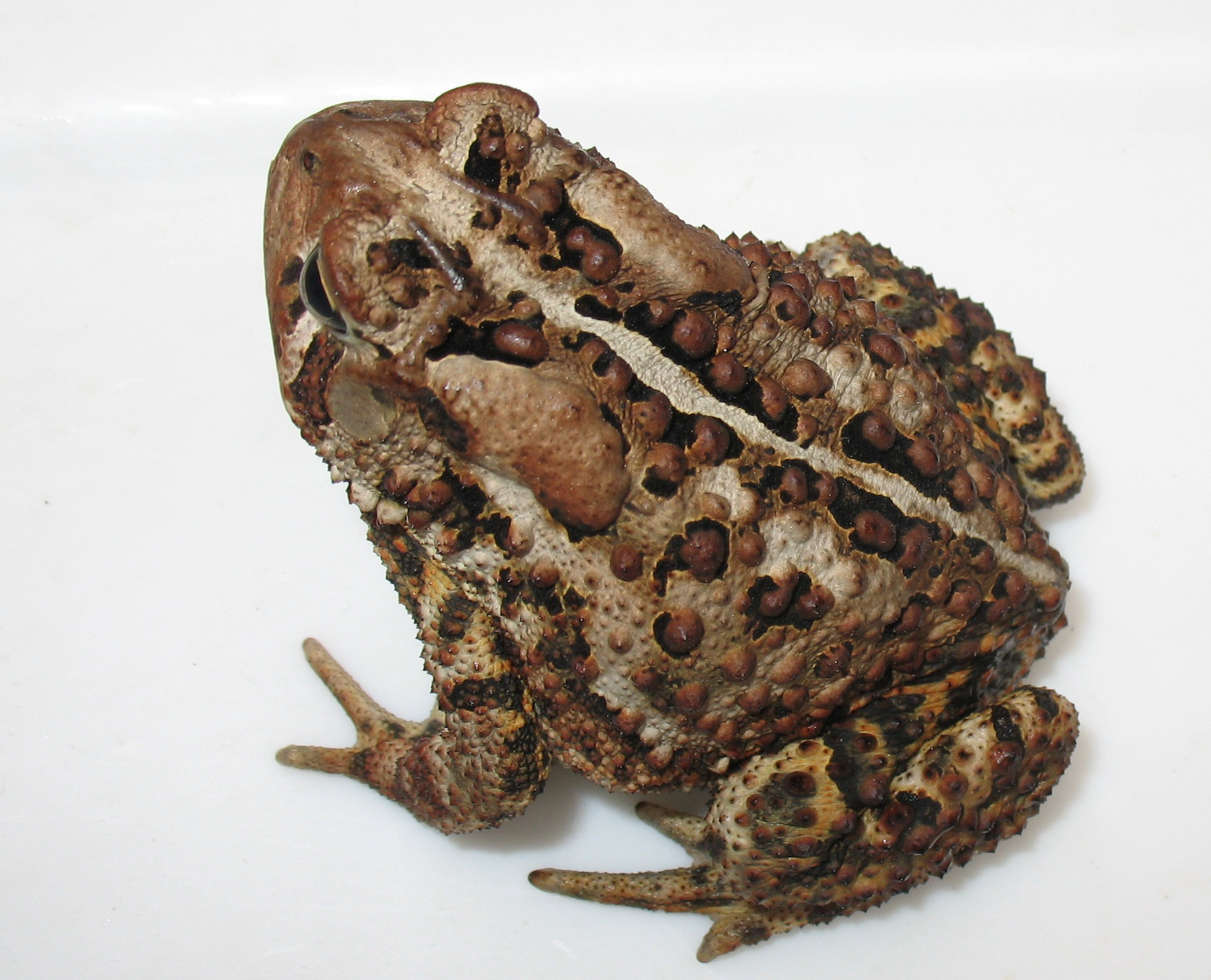
Un Crapaud boréal (Anaxyrus boreas)
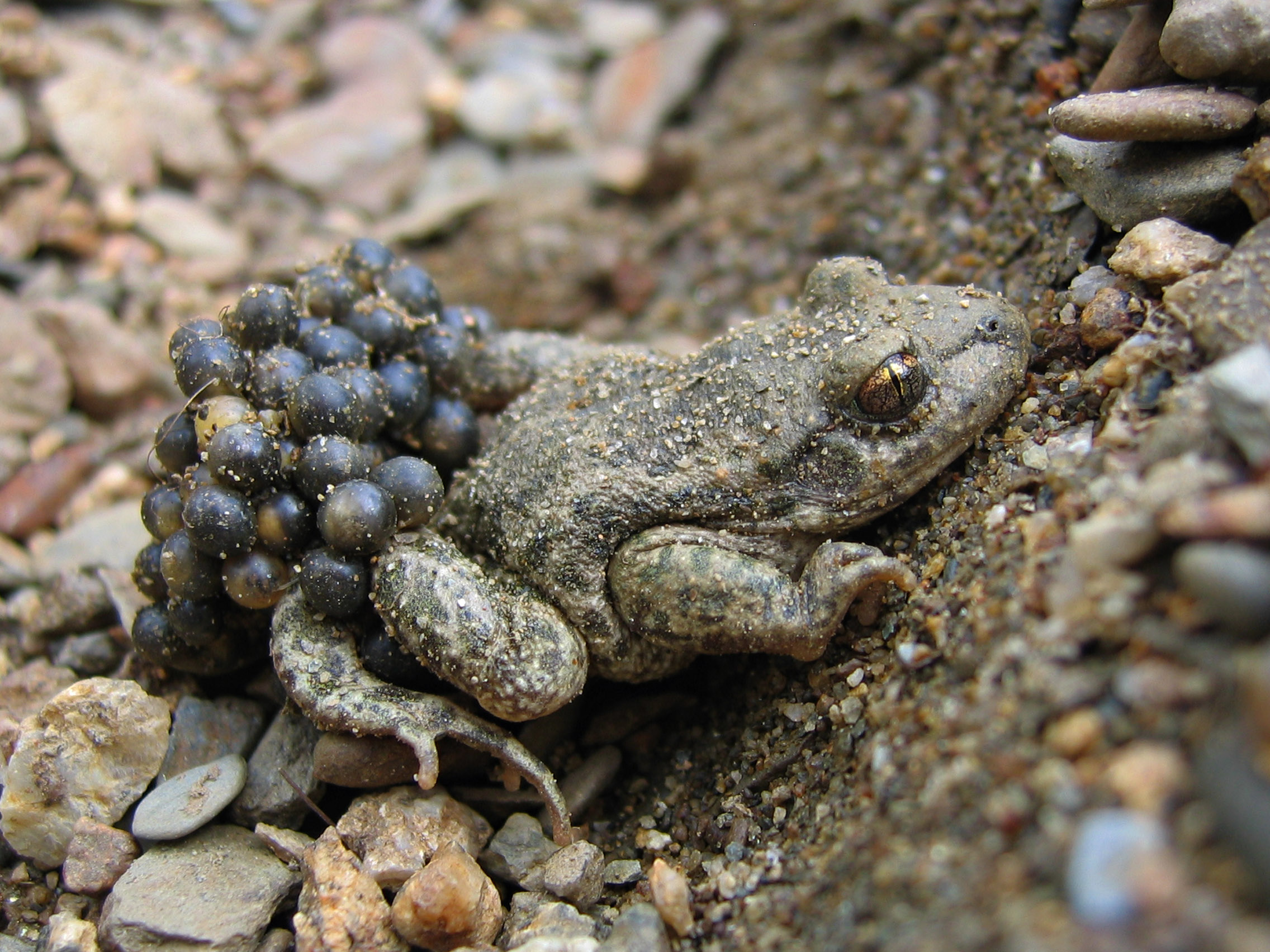
Un Crapaud accoucheur (Alytes obstetricans)
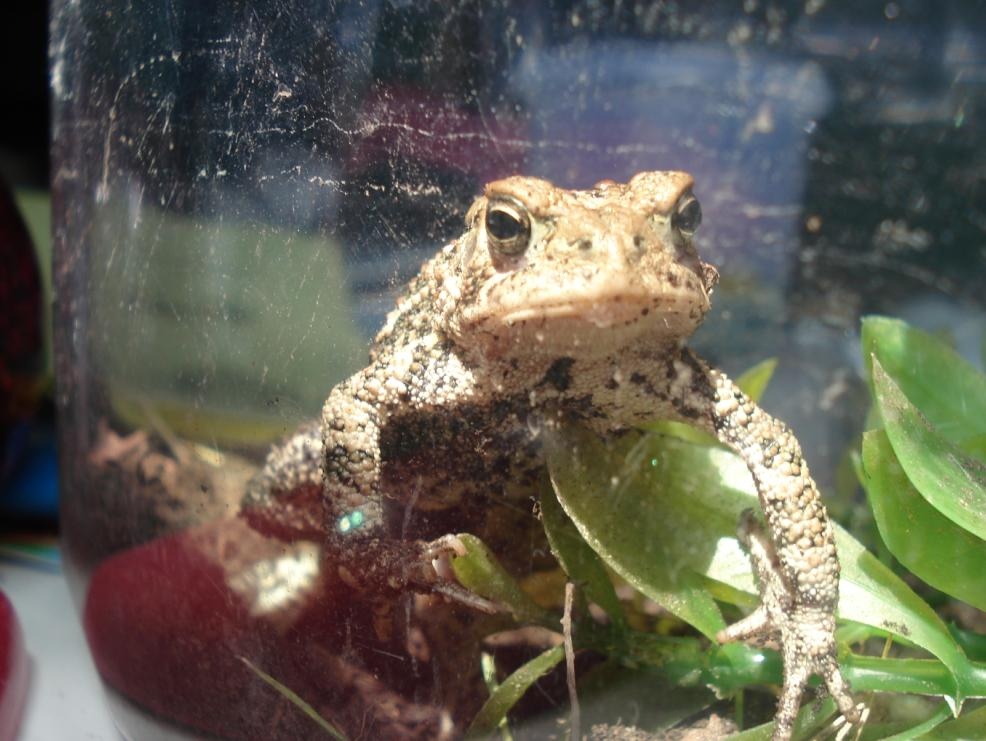
Crapaud calamite (Bufo calamita)
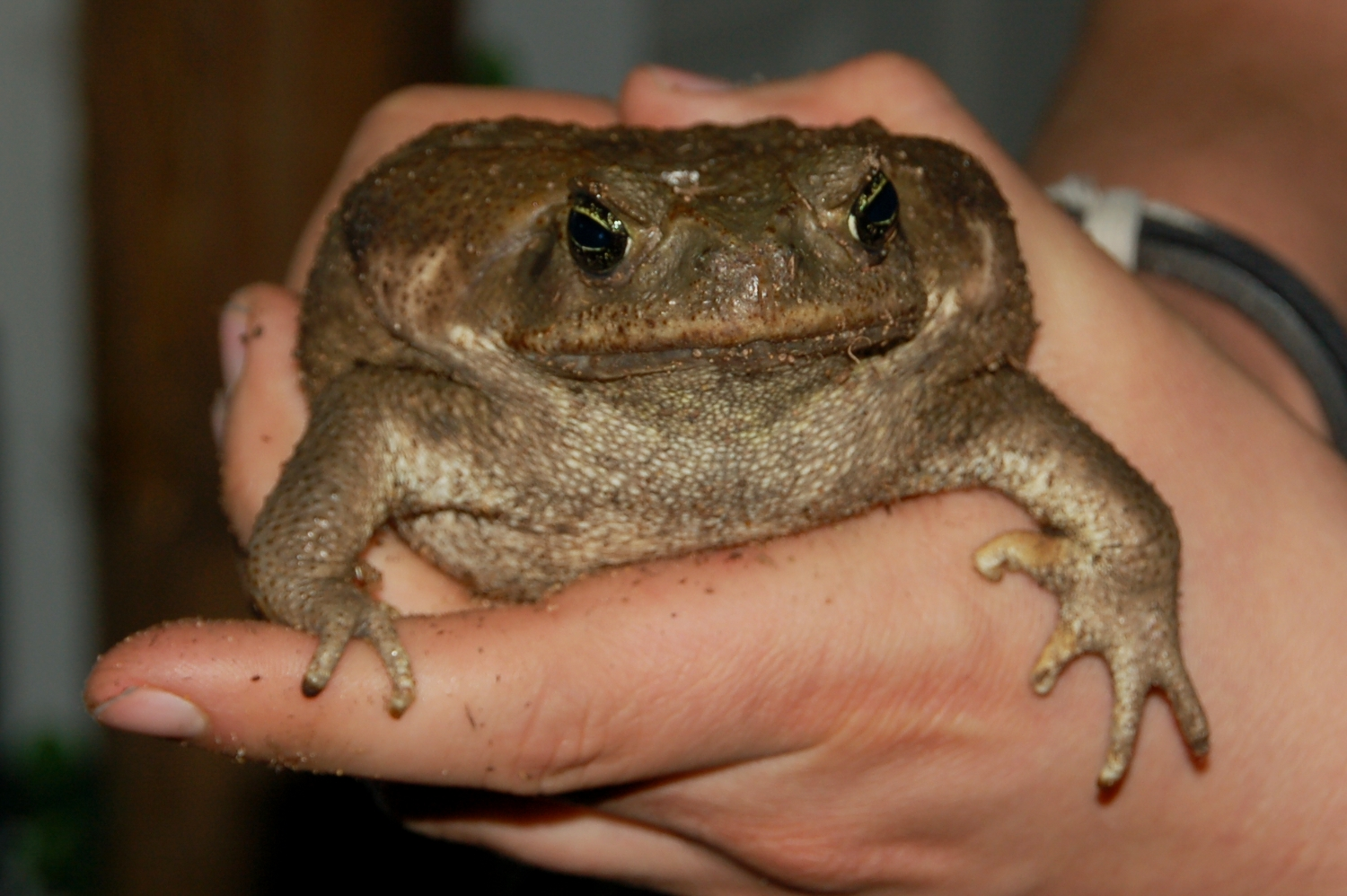
Un crapaud buffle (Rhinella marina)

## Biologie
Les caractéristiques générales des crapauds sont celles des  Anoures (Anura), avec des nuances pour chaque espèce : voir les articles détaillés pour plus d'informations sur leur comportement ou leur physiologie respective.
Comme tous les anoures, les crapauds sont des animaux dits à sang froid (poïkilothermes).

### Morphologie

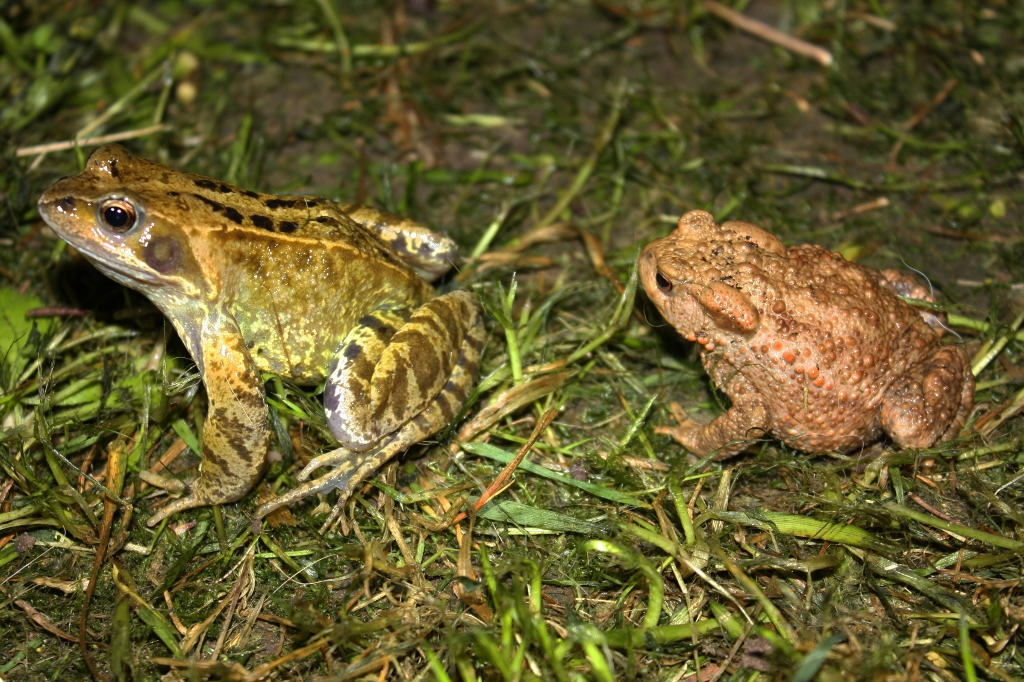
Une Grenouille rousse (Rana temporaria), à gauche, et un Crapaud commun (Bufo bufo), à droite.

- ils ont des pattes très courtes, sautent mal et vivent sur le sol, préférant marcher ;
- ils ont le museau arrondi ;
- ils n'ont pas de dents ;
- ils ont un œil à pupille souvent horizontale, à l'exception notable du crapaud accoucheur ;
- ils ont une peau rugueuse, recouverte de pustules[6] ;
- leur langue n'est pas échancrée comme celle des serpents ;
- ils sont les seuls amphibiens à posséder à la fois une peau résistante à la déshydratation et une réserve de graisse, dite « corps gras inguinal », ce qui leur permet de parcourir une plus grande distance que les autres amphibiens par rapport à l'eau[1] ;
- leur chant est dans la plupart des cas plus discret que celui des grenouilles, parfois émis sous l'eau ;

### Régime alimentaire
- à l'état de larve (têtard), ils se nourrissent de végétaux et de bactéries ;
- à l'état adulte, ils se nourrissent généralement de vers de terre, escargots, limaces, cloportes, mille-pattes, mouches, araignées, fourmis, punaises, chenilles et autres invertébrés. Mais certains crapauds comme le Crapaud buffle (Rhinella marina) ont un régime beaucoup plus varié et s'attaquent à des proies beaucoup plus grosses.

### Reproduction
Ils sont anamniotes, c'est-à-dire que l'embryon ne possède pas d'amnios. La fécondation est externe (à l'extérieur des voies génitales), dans l'eau le plus souvent (certaines espèces mouillent régulièrement leurs chapelets d'œufs dans le cas du crapaud Alyte accoucheur). Leur développement post-embryonnaire comporte généralement une métamorphose.
Les espèces qui prennent soin de leur progéniture (alyte accoucheur) pondent peu d'œufs ; d'autres espèces peuvent pondre jusqu'à 45 000 œufs, dont un faible pourcentage survivra.
Le début de leur vie se passe dans l'eau, puis l'adulte, sauf au moment de la reproduction, vit plutôt sur la terre, généralement en forêt ou dans des zones hygrométriques élevées, mais il existe quelques espèces de milieux relativement arides.

## Auxiliaires de l'agriculture et du jardinage

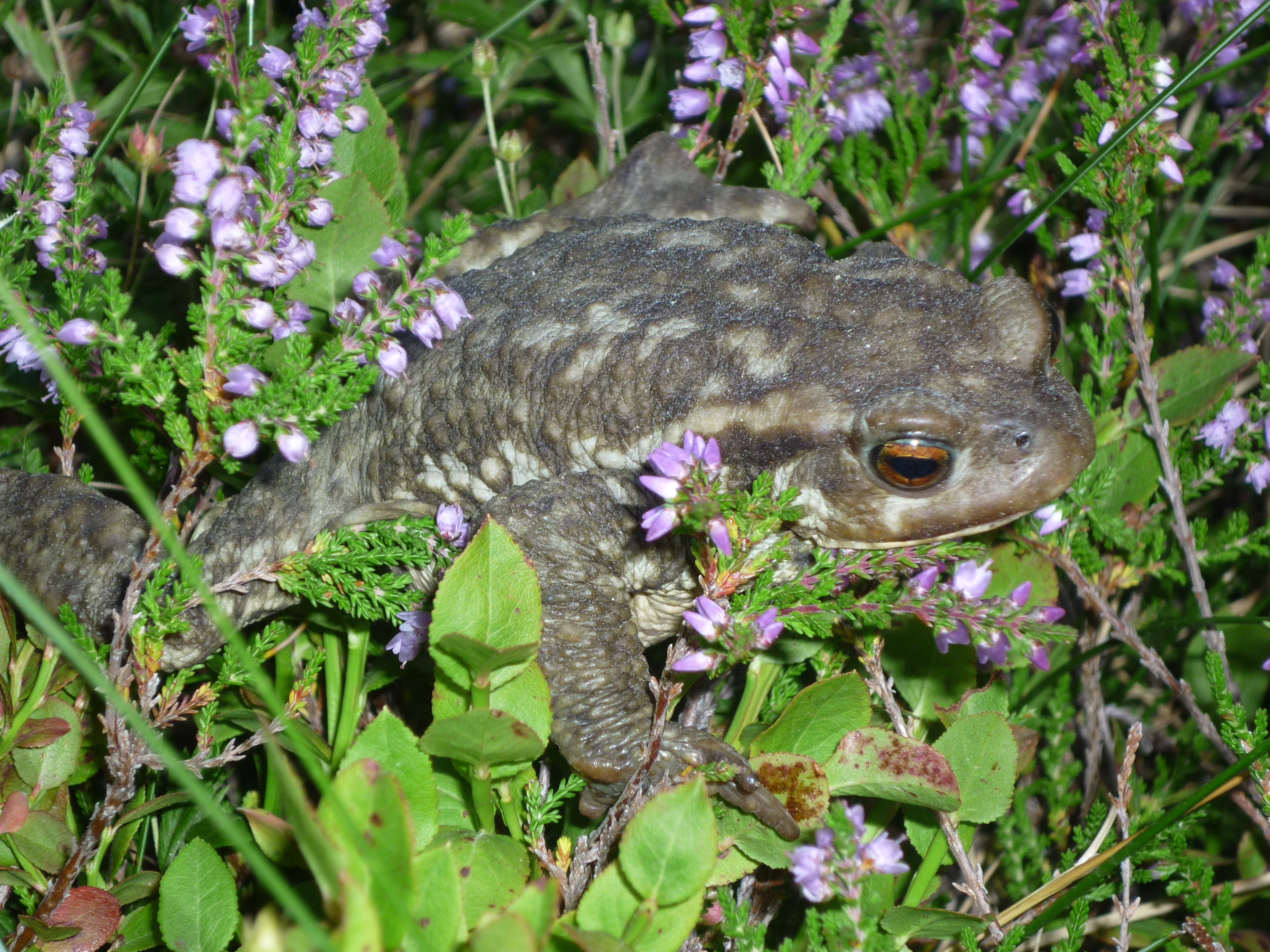
Crapaud commun (Bufo bufo) en milieu naturel, près des étangs de Bassiès, Auzat, Pyrénées

Les crapauds sont depuis longtemps considérés comme utiles (« auxiliaires de l'agriculture ») dans l'agriculture et le jardinage, car ils consomment, dans la strate herbacée, une grande quantité de nuisibles, insectes et limaces, notamment.
Ils sont cependant victimes de nombreux pesticides insecticides, directement ou indirectement (par la disparition de leurs proies naturelles). (voir infra)

## Espèces menacées ou en forte voie de régression
Comme la plupart des autres amphibiens (hormis pour quelques espèces invasives comme le crapaud buffle), les crapauds semblent en voie de régression sur toute la planète, pour des raisons mal comprises et sans doute multifactorielles, qui pourraient associer :
- un affaiblissement de leur système immunitaire dû à la pollution généralisée de l'atmosphère et des pluies,
- une perte de diversité génétique (⇒ dérive génétique) due à la réduction de leurs populations victimes de phénomènes d'insularisation écologique
- une destruction, dégradation et fragmentation écologique de leur habitat,
- la circulation de microbes et champignons microscopiques pathogènes
- le trou de la couche d'ozone (évoqué par certains auteurs pour expliquer la disparition d'amphibiens dans des zones très isolées et apparemment les plus épargnées par les pollutions)
- le réchauffement climatique, dont les premiers effets (sécheresses, incendies de forêt, désynchronisation biologique…) pourraient localement expliquer certaines régressions ou disparitions d'espèces.
- généralisation de l'usage des pesticides
- diffusion dans leur environnement de perturbateurs endocriniens, ne les tuant pas mais nuisant au succès de leur reproduction en affectant la fécondité des mâles (délétion de la spermatogenèse, dysgénésie testiculaire, etc.).

Tous les crapauds (au sens large du terme) sont des espèces menacées et protégées dans de nombreux pays (hormis quelques espèces introduites devenues invasives).

## Crapauds, symboles, mythes et légendes
Les batraciens désignés par des termes correspondant à celui de crapaud en français sont au centre d'une abondante symbolique un peu partout dans le monde.
En Europe puis en Occident ;
- dans les contes enfantins, le crapaud était souvent présenté comme étant le mâle de la grenouille, au même titre que la chouette est donnée comme étant la femelle du hibou.
- au Moyen Âge, le crapaud était censé contenir une crapaudine, pierre magique qui servait d'antidote à tout type de poison.

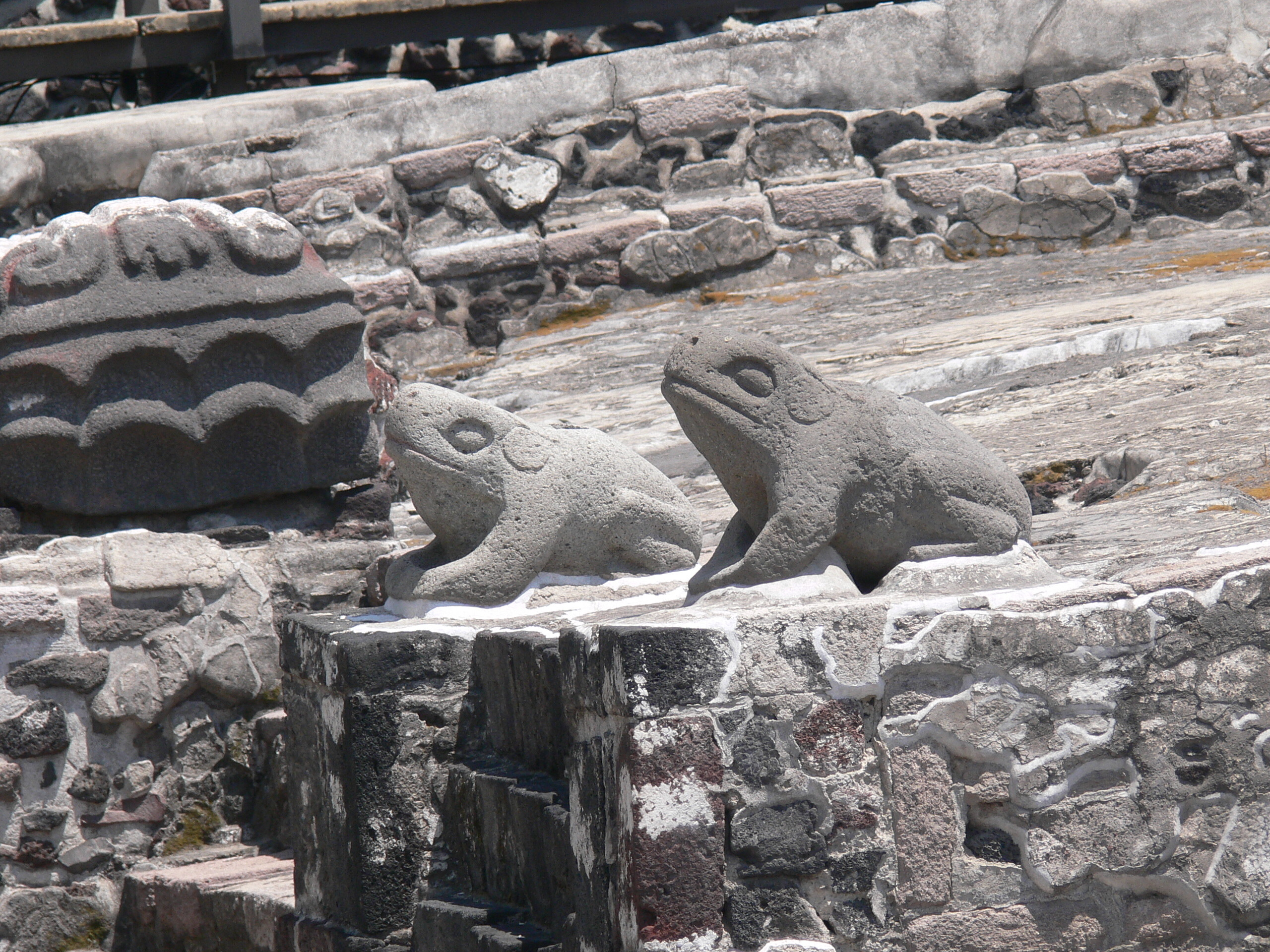
Crapauds sur un autel de temple mexicain, symbolisant l'eau.

- plusieurs contes et légendes occidentaux évoquent des princes charmants ou des sorcières métamorphosés en crapaud, évènement maintes fois réutilisé par des humoristes et auteurs de dessins animés et bandes dessinées.
- il était volontiers associé à la sorcellerie et aux maléfices et à la laideur, il entrait dans la composition des philtres et était utilisé dans des rituels magiques. 
Certains crapauds possèdent effectivement des propriétés médicinales et hallucinogènes encore utilisées de nos jours[7]. On le considère aussi comme la face ténébreuse, infernale et lunaire de la grenouille et des théophanies lunaires en font l'attribut mort[8].
- Victor Hugo a dédié au crapaud un poème, « Le crapaud », dans La Légende des siècles, chapitre LIII.

Au Moyen-Orient ;
- déifié, il était un des symboles de l'eau et appelait la pluie[8].

Dans les Amériques ;
- en Amérique du Sud (sculpté), le crapaud est le symbole de l'eau et commande la pluie[8].
- en Amérique centrale, il faisait partie de cérémonies religieuses, peut-être en raison de son venin hallucinogène et toxique.

En Asie ;
- en Chine et au Viêt Nam, le crapaud séché est le symbole de l'eau et commande la pluie[8].
- en Chine, il était réputé protéger des tirs d'armes et il est associé à la Lune.
- au Viêt Nam il est l'ami du dieu du ciel et la foudre du ciel menace celui qui le bat.
- il est également symbole de succès ou bien de la force, du courage et de la richesse s'il est écarlate[8].
- le cent troisième hymne du septième livre du Rig-Véda est intitulé Panégyrique des crapauds et assimile ceux-ci aux prêtres védiques[9].

En Afrique ;
- il est réputé guérir les brûlures et on dit qu'il ne craint pas la morsure du serpent.
- les Bambaras croient qu'il se transforme en souris pendant la saison sèche.
- les Pygmées bambuti le considèrent comme un esprit maléfique responsable de l'installation de la mort sur Terre[8].
- pour les Égyptiens il est le symbole de la multitude car il réapparaît au printemps par milliers à la saison des pluies et la déesse Héqet a une tête de crapaud. Elle est associée au dieu Khnoum qui sur son tour de potier façonne l'humanité et qui préside à la création et à la naissance des dieux et des planètes[9].

Des pluies de crapauds sont parfois évoquées.

## Sensibilité aux séismes

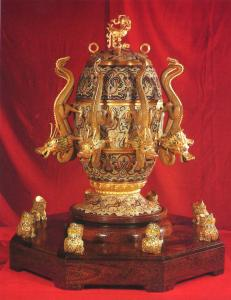
Houfeng Didong Yi ; Sismographe inventé par Chang Heng il y a près de 2000 ans. Un des dragons lâche une bille dans un des crapauds pour donner l'alerte d'un début de tremblement de terre ou la direction d'un épicentre

Les crapauds (comme probablement d'autres espèces) semblent pressentir les séismes par certains signes discrets.
On a vu en Indonésie que de nombreux animaux avaient quitté le littoral quand la vague du tsunami s'y est jetée. La capacité des crapauds à détecter un tremblement de terre avant les hommes a été confirmée quelques jours avant le séisme de l’Aquila en 2009 par des chercheurs de l’Open University et une étude de Rachel Grant du London Institute of Zoology ; 
- cinq jours avant le séisme, 96 % des mâles avaient quitté la mare où ils étaient observés, or cette mare était située à 74 kilomètres de l’épicentre. Le séisme se préparait au moment de la reproduction des crapauds. Ces derniers ont néanmoins alors provisoirement perdu tout instinct de reproduction et d'amplexus ; ils ont quitté leur mare pour aller s'abriter en forêt.
- 3 jours avant le séisme, tous les couples en amplexus avaient abandonné la reproduction (aucune fécondation n’a été observée cette année-là avant la fin des dernières répliques[10]).

Ce n'est donc peut-être pas par hasard que ce soit dans la gueule de 12 petits crapauds de bronze que les 12 dragons sculptés entourant les « vases - sismographes » de bronze chinois (dits Houfeng Didong Yi, inventés par Chang Heng) laissaient tomber la bille (autrement en équilibre précaire) qui annonçait le tremblement de terre et la direction de son épicentre.